# Youthful days
《youthful days》，是日本樂團Mr.Children的第21張單曲。2001年11月7日發行。

## 簡介
距離前作單曲《溫柔的歌》僅兩個多月就發行。
是富士系月九劇《西洋骨董洋菓子店》主題曲，劇中的主題曲乃至所有插曲，均是使用Mr.Children的歌曲。
副歌《Drawing》原先並無任何商業搭配，發後兩年多後的2003年，成為日本電視台的電視劇《幸福的王子》主題曲。
單曲總銷量為69.93萬張。但是由於發行時期為11月，在2001年和2002年的單曲年榜上的排名都並不很高。

## 收錄曲目
1. youthful days
作詞、作曲：櫻井和壽；編曲：小林武史 & Mr.Children
富士系月九劇《西洋骨董洋菓子店》主題曲
2. Drawing
作詞、作曲：櫻井和壽；編曲：小林武史 & Mr.Children
發售時無商業搭配。兩年多後成為電視劇《幸福的王子》主題曲

## 外部連結
- 唱片介紹 （页面存档备份，存于） Mr.Children官方網站